# 格雷格·卢瑟福
格雷格·卢瑟福，MBE（Gregory James "Greg" Rutherford，1986年11月17日—） 是一名英國男子田径运动员，擅长跳远和短跑。他是2012年奥运会（8.31米）、2014年英联邦运动会（8.20米）、2014年欧洲田径锦标赛（8.29米）、2015年世界田径锦标赛（8.41米）和2016年欧洲田径锦标赛（8.25米）男子跳远金牌得主。他以8.51米保持着该项目的英国记录。
在2016年里约奥运会上以8.29米获得铜牌。

## 个人最佳成绩
| 项目        | 用时/距离 | 地点       | 日期          | 记录     |
| ----------- | --------- | ---------- | ------------- | -------- |
| 60米 (室内) | 6.68 秒   | 伯明翰     | 2009年2月21日 |          |
| 100米       | 10.26秒   | 盖茨黑德   | 2010年9月18日 |          |
| 跳远        | 8.51米    | 丘拉維斯塔 | 2014年4月25日 | 英国记录 |

## 外部連結
- 格雷格·卢瑟福在的頁面